# Rufinamide
Le rufinamide, est un médicament antiépileptique.

## Mode d'action
Il s’agit d’un dérivé du triazole qui agirait en se fixant aux canaux sodiques du cerveau,.

## Usage médical
Le rufinamide est un médicament utilisé pour traiter le syndrome de Lennox-Gastaut et les crises partielles non contrôlées par d'autres mesures. Le médicament se prend par voie orale.

## Effets secondaires
Les effets secondaires de ce médicament  comprennent la somnolence, les maux de tête, les étourdissements ou les vomissements. D'autres symptômes peuvent inclure une réaction médicamenteuse accompagnée d'éosinophilie et de symptômes systémiques, un suicide et une mauvaise coordination. La sécurité de ce médicament pendant la grossesse n'est pas claire.

## Histoire
Le médicament a été approuvé pour un usage médical en Europe en 2007 et aux États-Unis en 2008,. Il est disponible sous forme de médicament générique. Au Royaume-Uni, une dose de 800 mg par jour coûte au NHS environ 100 livres sterling. Aux États-Unis, ce montant coûte environ 425 dollars américains  par mois.